# András Pikó
András Pikó (maďarsky Pikó András; * 14. května 1964, Gyula) je maďarský aktivista a levicový politik, bývalý novinář a od října roku 2019 také starosta VIII. obvodu hlavního města Budapešti.

## Biografie
Narodil se v roce 1964 ve městě Gyula v tehdejší Maďarské lidové republice (MLR). Mezi lety 1983 až 1989 absolvoval studium historie východní Evropy na József Attila Tudományegyetem (dnes Szegedi Tudományegyetem). Od roku 1991 pracoval pro studio Magyar Rádió (MR) v Szegedu. V roce 1994 se stal i reportérem studia Magyar Televízió (MTV) v Szegedu.

### Politická kariéra
V červnu 2019 oznámil, že přijal nabídku C8 - Civilek Józsefvárosért na kandidaturu v komunálních volbách na podzim 2019. V rámci kampaně jej dále podpořily Demokratická koalice (DK), Dialog – Strana zelených (PM), Maďarská socialistická strana (MSZP) a hnutí Momentum Mozgalom (MoMo). Ve volbách byl se ziskem 49,60 % odevzdaných hlasů zvolen starostkou VIII. obvodu (Józsefváros) hlavního města Budapešti.
V roce 2021 z pozice starosty zrušil veřejnou zakázku, což bylo soudem klasifikováno jako nezákonné, a proto byla úřadu městské části uložena pokuta 50 milionů forintů.
V komunálních volbách v červnu 2024 byl opětovně zvolen se ziskem 48,86 % odevzdaných hlasů.